# 제51회 베네치아 국제 영화제
제51회 베네치아 국제 영화제는 1994년 9월 1일에 열린 시상식이다. 이탈리아 베니스에서 개최되었다.

## 수상 및 후보

### 황금사자상
- 애정만세 - 차이밍량 수상
- 비포 더 레인 - Milcho Manchevski 수상

### 은사자상-감독상
- 천상의 피조물 - 피터 잭슨 수상
- 비열한 거리 - 제임스 그레이 수상
- Toro, Il - 칼로 마자쿠라티 수상

### 볼피컵 여우주연상
- 두 형제, 나의 누이 - 마리아 데 메데이로스 수상

### 볼피컵 남우주연상
- 햇빛 쏟아지던 날들 - 하우 수상

### 심사위원 특별상
- 내츄럴 본 킬러 - 올리버 스톤 수상